# Kleon Penn
Kleon Penn (Fajardo, 9 gennaio 1986) è un cestista portoricano con cittadinanza anglo-verginiana.

## Carriera
Con le Isole Vergini Britanniche ha disputato i Campionati centramericani del 2010.